# Michele Morosini
Michele Morosini, död 1382, var en venetiansk doge. Han var regerande doge av Venedig 1382–1382. 